# 瑪麗·布克蘭
瑪麗·莫蘭·布克蘭（1797年11月20日—1857年11月30日）是一位英格蘭古生物学家、海洋生物学家以及科學插畫家。

## 早期生活

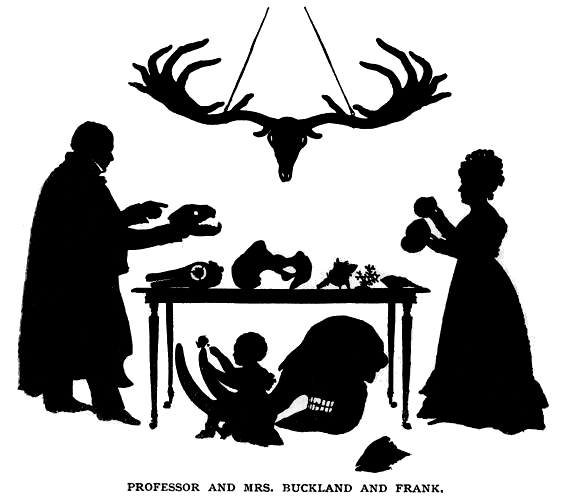
布克蘭家庭剪影

瑪麗·莫蘭1797年於泰晤士河畔阿賓頓出生。其父為本傑明·莫蘭，一位律師。其母為哈里特·莫蘭，於瑪麗嬰兒時期時死去。瑪麗小時候於修咸頓受教育，並受牛津大學解剖學欽定教授克里斯托弗·佩吉照顧，期間培養了瑪麗在科學上的興趣。
青年時期瑪麗着迷於佐治·居維葉的研究的並曾向他提供樣本和插畫。其後瑪麗亦就其科學插畫而聞名。

## 婚姻
卡洛琳·福克斯指瑪麗·莫蘭與其丈夫威廉·布克蘭於多實郡旅行時相識，當時兩人同在閱讀法國自然學家佐治·居維葉的書籍。兩人於1825年結婚。婚後二人到歐洲一整年作蜜月地質旅行，途中拜訪了各地質學家亦到訪歐洲各處地質學研究地點。夫婦二人共有九個子女，當中包括英格蘭動物學家弗朗西斯·布克蘭。瑪麗支持丈夫事業的同時亦能平衡時間來教育子女，她亦有抽空在村內推廣教育。婚姻期間，瑪麗因丈夫的反對而少有在科學上有所追求 。

### 後期生活
1842年瑪麗的丈夫患病，心理健康惡化並需入住約翰·布殊精神病院。瑪麗隨後移往濱海聖良納退休。瑪麗1857年11月30日於當地逝世，遺體送回家鄉艾臘安葬。

## 事業

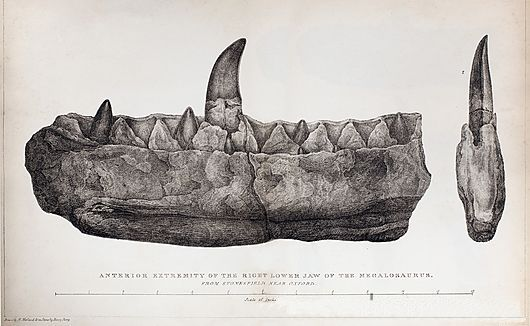
瑪麗·布克蘭所繪的素描，為斑龍屬右下顎的前端

瑪麗·布克蘭年輕時曾為古生物學開山鼻祖佐治·居維葉和英國地質學家威廉·康尼貝爾製作繪圖和提供樣本。他亦曾為牛津大學自然歷史博物館製作化石模型。
瑪麗·布克蘭於婚姻期間協助丈夫寫作並為其書籍繪製插圖。他亦有為丈夫的觀察寫下筆記並參於着作過程。瑪麗·布克蘭的繪圖技巧在丈夫的着作中得到體現，包括1823年的《有關洞穴、裂溝、洪積層及其他地質的有機殘骸觀察》（Reliquiae diluvianae）及1836年的《地質與礦物學》（Geology and Mineralogy）。瑪麗·布克蘭的兒子指瑪麗於處理化石時特別伶俐。瑪麗·布克蘭亦有於丈夫為自然神学着作時提供協助。
瑪麗·布克蘭於丈夫死後身體狀況一直不佳，但他仍有繼續丈夫的工作。他與女兒卡羅林使用顯微鏡查看海洋微生物，並利用與丈夫到訪海峽群島時所取得的材料建立一套有關植形動物以及海綿動物的收藏。大部分重製化石現收藏於牛津大學自然歷史博物館。

## 伸延閱讀
- Torrens, H.S. . . 2004  [2012-09-24]. doi:10.1093/ref:odnb/46486.